# Emma White
Emma White (ur. 23 sierpnia 1997 w Duanesburgu) – amerykańska kolarka torowa, przełajowa i szosowa, mistrzyni świata i brązowa medalistka olimpijska.

## Kariera
Pierwszy sukces w karierze osiągnęła w 2013 roku, kiedy zdobyła złoty medal w indywidualnej jeździe na czas podczas mistrzostw Stanów Zjednoczonych. Wynik ten powtórzyła rok później, a w 2015 roku zwyciężyła także w kolarstwie przełajowym. W 2015 roku zdobyła także srebrne medale w indywidualnej jeździe na czas i wyścigu ze startu wspólnego juniorek na szosowych mistrzostwach świata w Richmond. W 2016 roku zdobyła srebrny medal w kolarstwie przełajowym w kategorii U-23 podczas mistrzostw panamerykańskich w Covington. Na mistrzostwach panamerykańskich w Louisville rok później w tej samej konkurencji była najlepsza. Następnie zdobyła złoty medal w drużynowym wyścigu na dochodzenie na torowych mistrzostwach świata w Berlinie w 2020 roku. Podczas igrzysk olimpijskich w Tokio razem z koleżankami z reprezentacji wywalczyła brązowy medal w drużynowym wyścigu na dochodzenie. 